# Balla d’oro

Grundriss des Dogenpalasts; mit „E“ ist die Sala del Collegio bezeichnet.

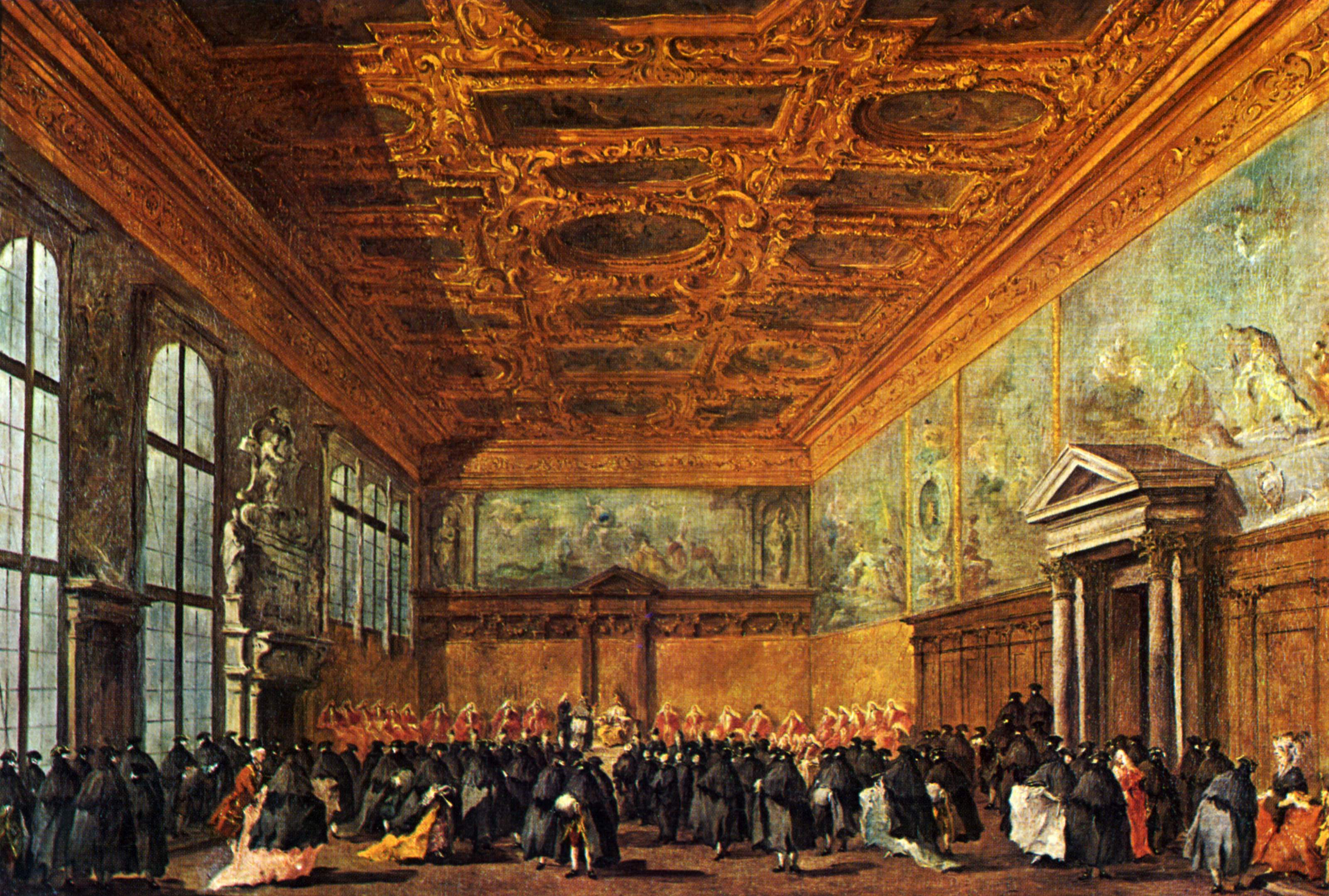
Die Sala del Collegio, ein Saal im Dogenpalast, in dem neben den wichtigsten Empfängen und den Beratungen des innersten Machtzirkels um den Dogen jedes Jahr auch die Ballad’oro stattfand; Gemälde von Francesco Guardi (1712–1793), Öl auf Leinwand, 66 mal 100 cm, heute im Louvre

Als Balla d’oro wurde ein Ritual im Venedig des 14. bis 18. Jahrhunderts bezeichnet, bei dem jeder fünfte der mindestens achtzehnjährigen adligen Männer in einem Losverfahren den Zugang zum Großen Rat erhalten konnte, ein Zugang, der normalerweise erst ab dem 25. Geburtstag möglich war. Er erfolgte durch dieses Ritual früher, allerdings frühestens im Alter von 20 Jahren. Die Namen der Zugänge in das Zentralgremium wurden in eigens dazu zusammengestellten Büchern registriert, die wiederum von den Avogadori di Comun geführt wurden. Ein Gesetz aus dem Jahr 1414 hatte dieses Ritual in seinen Einzelbestimmungen fixiert. Ein solches Ritual bestand seit 1319.

## Rituale, Ausschlüsse, gesellschaftliche Bedeutung
Jedes Jahr am 4. Dezember, dem Tag der hl. Barbara – daher wurde das Ritual auch Barbarella genannt – versammelten sich die von ihren Vätern oder nahen Verwandten vorgestellten jungen Kandidaten im Dogenpalast, genauer gesagt in der ansonsten nur dem Dogen und dem Kleinen Rat vorbehaltenen Saal, der Sala del Collegio. Dabei war die Anwesenheit des Dogen in einem so feierlichen Zeremoniell von größter Bedeutung für die Einführung in die dominierende, weitgehend abgeschlossene Klasse des venezianischen Patriziats.
1376 wurden illegitime Kinder von Adligen auch dann ausgeschlossen, wenn sie durch eine nachfolgende Ehe legitimiert worden waren. Nur junge Männer aus diesen Familien konnten mit 25 Jahren in den Großen Rat eintreten. Die Balla d’oro ermöglichte es ihnen, bereits im Alter von 20 statt 25 Jahren im größten Gremium, gleichsam der Generalversammlung des erwachsenen, männlichen Adels, zu erscheinen und darin in eine der staatlichen Funktionen gewählt zu werden.
Dieser vorgezogene Zugang zum wichtigsten Gremium Venedigs verlangte allerdings ein mehrstufiges Ritual, das Analogien zur Wahl des Dogen aufwies. Nachdem zuvor ihr Alter und ihre legitime patrizische Geburt von den Avogadori di Comun geprüft worden waren, wurden ihre Namen in der Sala del Collegio auf Zettel geschrieben und diese in eine Urne gelegt, capello genannt. In eine andere Urne wurde eine ebenso große Zahl von Kugeln gelegt. Davon war nur jede fünfte vergoldet. Während der Doge persönlich einen Zettel nach dem anderen aus dem capello zog und die Namen verlas, entnahm ein Junge, ballottino genannt, jeweils eine Kugel, eine ballota. Diejenigen jungen Männer, bei deren Namen eine goldene Kugel gezogen wurde, durften in den Großen Rat einziehen. Dort wurden in aufwändigen Wahlgängen die wichtigsten Posten im venezianischen Herrschaftsgebiet verteilt. Umgekehrt erhielt die Mitgliedschaft im Großen Rat dadurch eine feierliche Aura, ein Durchgangsritual, das für alle Beteiligten von größter Bedeutung war.
Die anderen, die kein Glück hatten, konnten nach einem Jahr versuchen, am nächsten Barbaratag ihr Glück erneut zu versuchen, oder sie erhielten einen der 20 Posten an einem der Zivilgerichte im Dogenpalast. Beide Wege öffneten in jedem Falle bei Erreichen des 25. Lebensjahres den Zugang zum Großen Rat, und zwar ohne dieses groß angelegte Zeremoniell. Für die Verlierer waren dies schwere Tage, insbesondere dann, wenn sie Jahr für Jahr leer ausgingen. Diejenigen, die erst mit 25 Zutritt erlangten, wurden dementsprechend als „tristi“ bezeichnet, die ‚Traurigen‘. Sie trugen geradezu einen Adelsstatus zweiter Klasse.
Schon bei der Vorstellung der jungen Männer bei den Avogadori mussten die männlichen Verwandten bei hohen Bußgeldern schwören, dass ihr Kandidat von legitimer adliger Geburt und 18 Jahre alt war. Im Laufe der Zeit dehnte sich der Kreis dieser Zeugen auf Freunde, Nachbarn, Patrone, Klienten aus. So entstand auch an dieser Stelle bereits ein mehr oder minder öffentliches Ritual.
Damit durchlief jeder Angehörige des Großen Rates zwei Eingangsrituale, die ihn danach von den anderen Jungen, aber auch von der nichtpatrizischen Welt trennten. Dies wurde in den Familien und unter den Jungen wiederum feierlich begangen. Insgesamt stellten diese Rituale zugleich eine Art Disziplinierungsmoment dar, denn die Jugend war damit beendet. Unangebrachtes Verhalten wurde nicht mehr geduldet. Neben Geldstrafen war es vor allem der Ausschluss aus dem Großen Rat, meistens auf drei bis sechs Monate, der die Männer offenbar hart traf. Dies berührte nicht nur ihr Ansehen, sondern auch den versperrten Zugang zum cursus honorum, zu angesehenen Staatsämtern.
Als Balla d’oro wurde auch das Verfahren in der mehrstufigen Dogenwahl bezeichnet, bei der die besagten Kugeln gleichfalls ein Zufallselement einbrachten.